# Торрес, Глейбер
Глейбер Давид Торрес Кастро (исп. Gleyber David Torres Castro, 13 декабря 1996, Каракас) — венесуэльский бейсболист, инфилдер клуба МЛБ «Нью-Йорк Янкис». Участник Матча всех звёзд лиги 2018 и 2019 годов.

## Карьера
Глейбер родился в Каракасе. В бейсбол он начал играть с четырёх лет, пробуя себя на всех позициях на поле, включая питчерскую горку. В подростковом возрасте Торрес начал играть в амплуа шортстопа.
С 2012 года скауты большинства клубов МЛБ рассматривали его как одного из самых перспективных латиноамериканских игроков. В декабре ему исполнилось шестнадцать лет и Торрес получил возможность подписать контракт с одним из клубов. Борьбу за талантливого бейсболиста выиграли «Чикаго Кабс». После открытия окна для подписания международных свободных агентов 2 июля 2013 года контракт был заключён. Денежный бонус Торреса составил 1,7 млн долларов.
В 2014 году Глейбер сыграл в 43 матчах за команду новичков «Кабс» в Аризоне, после чего его перевели в состав «Бойсе Хокс» в A-лигу. За Хокс Торрес провёл семь игр. Его показатель отбивания составил 29,7 %. Действуя в защите он сделал 74 аута, допустив 19 ошибок. Перед началом сезона 2015 года Торрес стоял на четвёртом месте в рейтинге самых перспективных игроков системы «Кабс». За шанс пробиться в МЛБ он конкурировал с Хавьером Баэсом. Весну 2015 года Глейбер начал в составе Саут-Бенд Кабс. Тренер отбивающих команды Хесус Фелисиано отмечал, что Торрес устойчив психологически и не опускает руки в случае неудач, как некоторые молодые игроки, которых с детства называют лучшими..
Сезон 2016 года Торрес начал в составе Мертл-Бич Пеликанс, куда его перевели в сентябре прошедшего года. 25 июля 2016 года «Кабс» обменяли Торреса и ряд других игроков в «Нью-Йорк Янкис» на клоузера Аролдиса Чепмена. После обмена генеральный менеджер ньюйоркцев Брайан Кэшман сообщил, что клуб следил за прогрессом бейсболиста и планировал его обменять на протяжении последних трёх лет. Вице-президент клуба Гэри Денбо назвал игрока новым Дереком Джитером. Выступления в системе клуба Торрес начал в команде «Тампа Янкис». Концовку сезона Глейбер провёл в фарм-клубе в Аризонской осенней лиге. Его показатель отбивания в играх лиги составил 40,3 %, что сделало его самым молодым обладателем титула лучшего отбивающего. Также Торреса признали Самым ценным игроком лиги.
Перед началом сезона 2017 года Глейбер получил приглашение на весенние сборы «Янкис». В течение февраля и марта он сыграл в 17 матчах, отбивая с показателем 44,4 %. Тренеры клуба и журналисты отдельно отмечали профессионализм спортсмена. Менеджер команды Джо Джирарди хвалил действия Торреса на бите и его способность оценивать подачи питчера. После завершения предсезонной подготовки Глейбер был отправлен в клуб AA-лиги «Трентон Тандер». Большую часть матчей за клуб он играл на позиции шортстопа, но также выходил на вторую и третью базы. В мае руководство «Янкис» перевело Торреса в команду AAA-лиги «Скрэнтон/Уилкс-Барре Рейл Райдерс». В июне он получил травму левой руки, потребовавшую хирургического вмешательства. Глейбер пропустил оставшуюся часть сезона, по окончании которого «Янкис» включили его в расширенный состав команды.
В феврале 2018 года Торрес вместе с командой отправился на предсезонные сборы во Флориду. 13 марта его вновь отправили в «Рейл Райдерс», посчитав что он уступает конкурентам за место в составе Мигелю Андухару и Нилу Уокеру. 22 апреля Глейбер был вызван в основной состав и впервые вышел на поле в игре МЛБ против «Торонто Блю Джейс». 4 мая Торрес выбил первый хоум-ран в МЛБ, став самым молодым игроком «Янкис», сделавшим это. Предыдущее достижение было установлено в 1969 году Джоном Эллисом. 25 мая он выбил хоум-ран в четвёртой игре подряд. На момент достижения ему исполнился 21 год 163 дня, что стало новым рекордом Американской лиги. Спустя два дня Глейбер был назван лучшим игроком недели в Американской лиге.